# Meizotropis pellita
Meizotropis pellita är en ärtväxtart som först beskrevs av David Prain, och fick sitt nu gällande namn av Munivenkatappa Sanjappa. Meizotropis pellita ingår i släktet Meizotropis och familjen ärtväxter. Inga underarter finns listade i Catalogue of Life.